# SSBP2
Протеин 2 везивања једноланчани ДНК је протеин који је код људи кодиран SSBP2 геном.